# Tegut
Tegut — німецька мережа супермаркетів, заснована Теодором Гутберлетом 24 березня 1947 року в місті Фульда. Мережа управляє близько 300 супермаркетами в шести федеральних землях Німеччини, а саме в Гессені, Тюрингії, Баварії, Рейнланд-Пфальці, Саксонії-Ангальт, Нижній Саксонії та Баден-Вюртемберзі. У січні 2013 року мережу купила швейцарська роздрібна компанія Migros.

## Історія
Компанія Tegut була заснована Теодором Гутберлетом у 1947 році в місті Фульда, федеральна земля Гессен. З 1961 року великі супермаркети отримали назву HaWeGe (акронім від HandelsWarenGesellschaft), а з 1973 року — менші магазини Okay! У 1972 році Тегут заснував дочірню компанію під назвою Kurhessische Fleischwaren GmbH (KFF). У 1973 році Вольфганг Гутберлет, син засновника компанії, перебрав на себе керівництво. У 1989 році компанія була передана фонду, наглядова рада якого призначає керуючих директорів. 1998 року компанія знову змінила назву на сучасну, стилізовану під tegut. З 30 серпня 2009 року Томас Гутберлет, онук засновника компанії, став генеральним директором компанії в третьому поколінні. Компанія також переробляє власні ковбаси та м'ясо, а в 1996 році була заснована дочірня компанія Herzberger Bäckerei. У 1997 році tegut став першим продуктовим магазином у Німеччині, який почав приймати платежі Кредитна картка|кредитними картками. У 1998 році компанія була перейменована на tegut. Ринки також працюють під цією назвою. З концепцією Lädchen für alles (Маленький магазин для всього) у 2010 році tegut перейшов до концепції крамниці на розі і відкрив менші магазини в сільській місцевості та в міських околицях, щоб забезпечити місцеві поставки навіть у невеликих громадах.

## Формати магазинів
Tegut має різні формати магазинів для споживачів:
1. Tegut Supermarkt — традиційні супермаркети.
2. Tegut Quartierladen — малі міські магазини.
3. Tegut Drive — формат самовивозу та доставки замовлень.